# Thomasomys hudsoni
Thomasomys hudsoni és una espècie de mamífer rosegador de la família dels cricètids. És endèmic de la província d'Azuay, al sud de l'Equador, on viu a altituds superiors a 3.000 msnm. No se sap gaire cosa sobre el seu hàbitat i la seva història natural. Es desconeix si hi ha cap amenaça significativa per a la supervivència d'aquesta espècie.